# Jan Hrubý (grafik)
Jan Hrubý (* 23. června 1945 Uherské Hradiště) je český grafik, karikaturista a římskokatolický kněz. Za svá výtvarná díla obdržel četná ocenění.

## Život

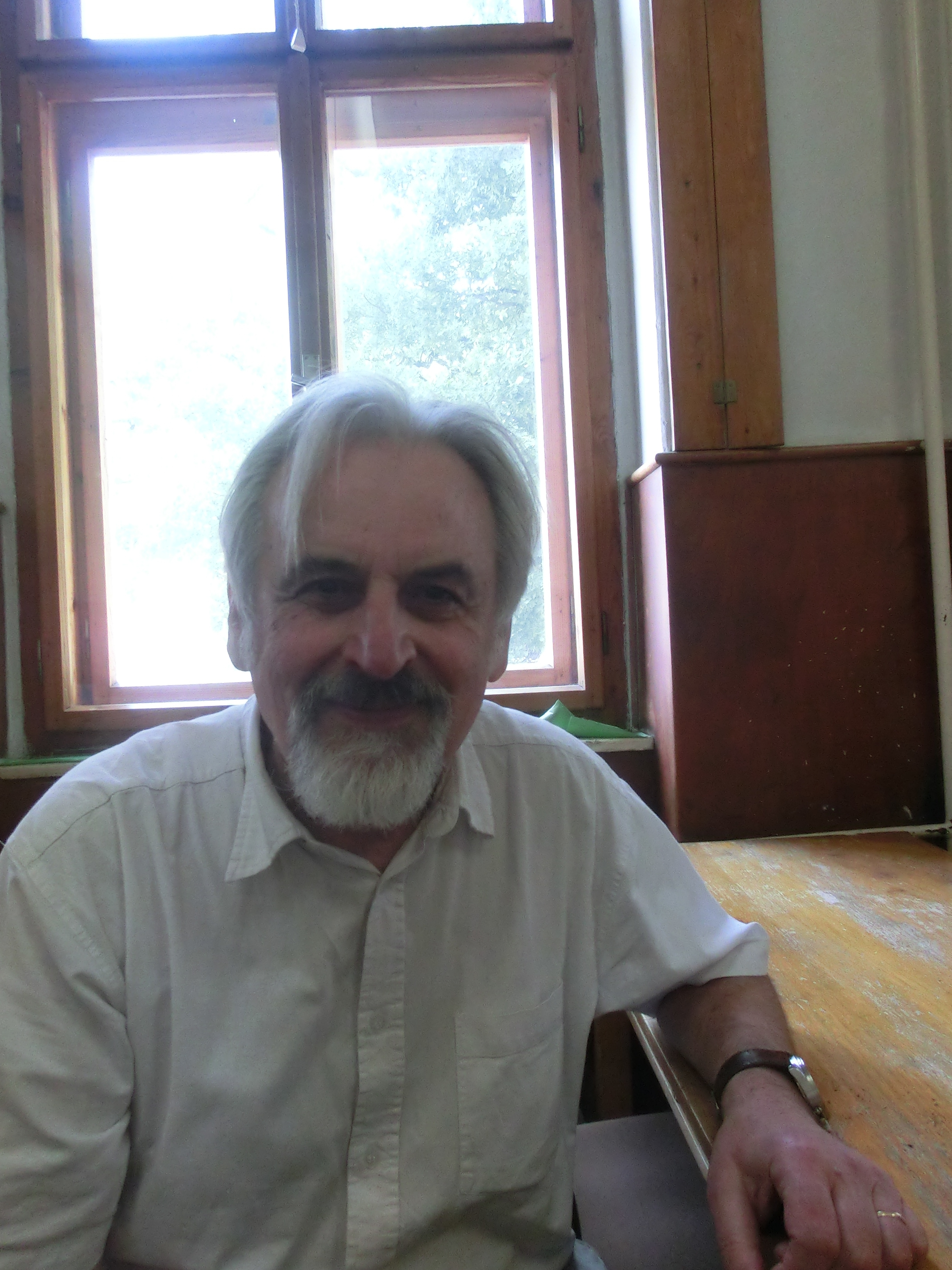
Jan Hrubý (19. června 2014)

Vystudoval Střední uměleckoprůmyslovou školu v Brně. Od roku 1967 publikoval své grafické a karikaturní práce v mnoha novinách a časopisech: Mladý svět (osm ze zadní stránky MS), Stadion, Květy, Technický magazín, Psychologie dnes a v mnoha jiných. Od roku 2016 kreslí pro Katolický týdeník. Jeho práce jsou publikovány i ve společných albech kresleného humoru: Veletucet a Prazdroj českého kresleného humoru. Po své náboženské konverzi vystudoval teologii na Katolické teologické fakultě Univerzity Karlovy v Praze a byl vysvěcen na trvalého jáhna. V letech 1993 až 2019 žil se svou ženou Anežkou (z maď. Agnesa) v Újezdu pod Troskami, kde působil jako římskokatolický duchovní ve farnosti a okolí. Zde se svou ženou jako pěstouni také vychovávali osm dětí. Od roku 2020 působil jako trvalý jáhen v Kadani. V roce 2020 ovdověl a 17. června 2023 (den před 3. výročím úmrtí jeho manželky) jej biskup Jan Baxant v kostele Povýšení sv. Kříže v Kadani vysvětil na kněze.

## Dílo

### Samostatné výstavy
- 1967 Galerie v Roháčově ulici, Praha
- 1975, 78, 80 a 2000 Salony kresleného humoru, Praha
- 1980 Vesticher Küntlerbund, Reklinghausen
- 1985 Československý spisovatel, Brno
- 1986 Dům Pánů z Kunštátu, Brno
- 1991 Československé kulturní centrum, Varšava
- 1994 Atrium, Praha
- 2000 Výstavní síň Vodních zdrojů, Chrudim
- 2005 Muzeum Českého ráje, Turnov
- 2006 Regionální muzeum a galerie, Jičín
- 2006 Thomaskirche, Westerholt
- 2006 Christuskirche, Recklinghausen
- 2007 Studio Paměť, Praha
- 2008 Galerie moderního umění, Roudnice nad Labem
- 2009 Poštovní minigalerie, Praha

### Společné výstavy
- 1968 Celostátní soutěž kresleného humoru, Oblastní muzeum, Písek
- 1979 Salon kresleného humoru – Jedenáctka Stadiónu, Malostranská beseda, Praha
- 1983 Kreslený humor k výročí Jaroslava Haška, Staroměstská radnice, Praha
- 1983 Kreslíři v Technickém magazínu, Roztoky u Prahy
- 1988 ,,Humor 88“, Hradec Králové
- 1990 Muzeum karikatury, Basilej
- 2002 300 salonů kresleného humoru, Mánes, Praha
- 2008 Salon kresleného humoru – kreslený humor z knihy Atomové úsměvy, Mánes, Praha

## Ocenění
- 1974 2. cena Skopje
- 1976 Excellence Prize japonského deníku Yomuri Sninbun
- 1987 1. cena Emil Stadionu
- 2004 Cena Igora Ševčíka, Humorest, Hradec Králové
- 2005 2. cena v soutěži Prazdroj českého kresleného humoru, Plzeň
- 2006 Pytlík písku - Cena Mezinárodního festivalu kresleného humoru, Písek
- 2007 Zvláštní cena na Mezinárodní soutěži kresleného humoru - Zlatý súdok, Prešov
- 2008 5. cena Tichý mat, Praha
- 2008 Cena Svatopluka Pitry Mezinárodní soutěže výtvarného humoru Fór pro FOR, Praha
- 2009 2. cena na Mezinárodní soutěži kresleného humoru – Zlatý súdok, Prešov
- 2009 2. cena v Soutěži kresleného humoru – Koně, Kyjov